# Aulus Vitellius (Konsul 32)
Aulus Vitellius († 32) war ein römischer Senator des 1. Jahrhunderts n. Chr.
Vitellius entstammte der Familie der Vitellier, die wohl aus Luceria in Apulien stammte. Sein Vater Publius Vitellius arbeitete als Hausverwalter des Augustus und hatte neben Aulus drei weitere Söhne: Publius, Lucius – der Vater des späteren Kaisers Vitellius – und Quintus; er erreichte noch unter Augustus die Quästur, wurde aber unter Tiberius aus dem Senat ausgeschlossen.
Vitellius war unter Tiberius legatus pro praetore, sofern eine Inschrift aus Rom richtig gedeutet wird. Diese Legation übte er vermutlich zwischen den Jahren 25 und 31 aus. Er war im Juli des Jahres 32 Suffektkonsul, zusammen mit Gnaeus Domitius Ahenobarbus, dem ordentlichen Konsul dieses Jahres; er trat die Nachfolge des ordentlichen Konsuls Lucius Arruntius Camillus Scribonianus an. Vitellius starb während seines Konsulats, allerdings wurde kein Nachfolger für ihn ernannt. Daher starb er vermutlich kurz vor Jahresende. Er war sehr angesehen und bekannt für die Pracht seiner Gastmähler.